# Helado de fresa
El helado de fresa o frutilla es un helado hecho con pulpa de fresa o sus correspondientes colorantes y saborizantes. Está hecho a partir de la mezcla de la fresa con huevos, crema, vainilla y azúcar.  La mayoría de helados de fresa tienen un color rosado o rojo pastel. Esta variedad de helado data de antes de 1813, fecha en la que empezó a ser servido durante la guerra anglo-estadounidense.  Junto con la vainilla y el chocolate, la fresa es uno de los tres sabores del helado napolitano. Los sándwiches de helado preparados al estilo napolitano incluyen helado de fresa.

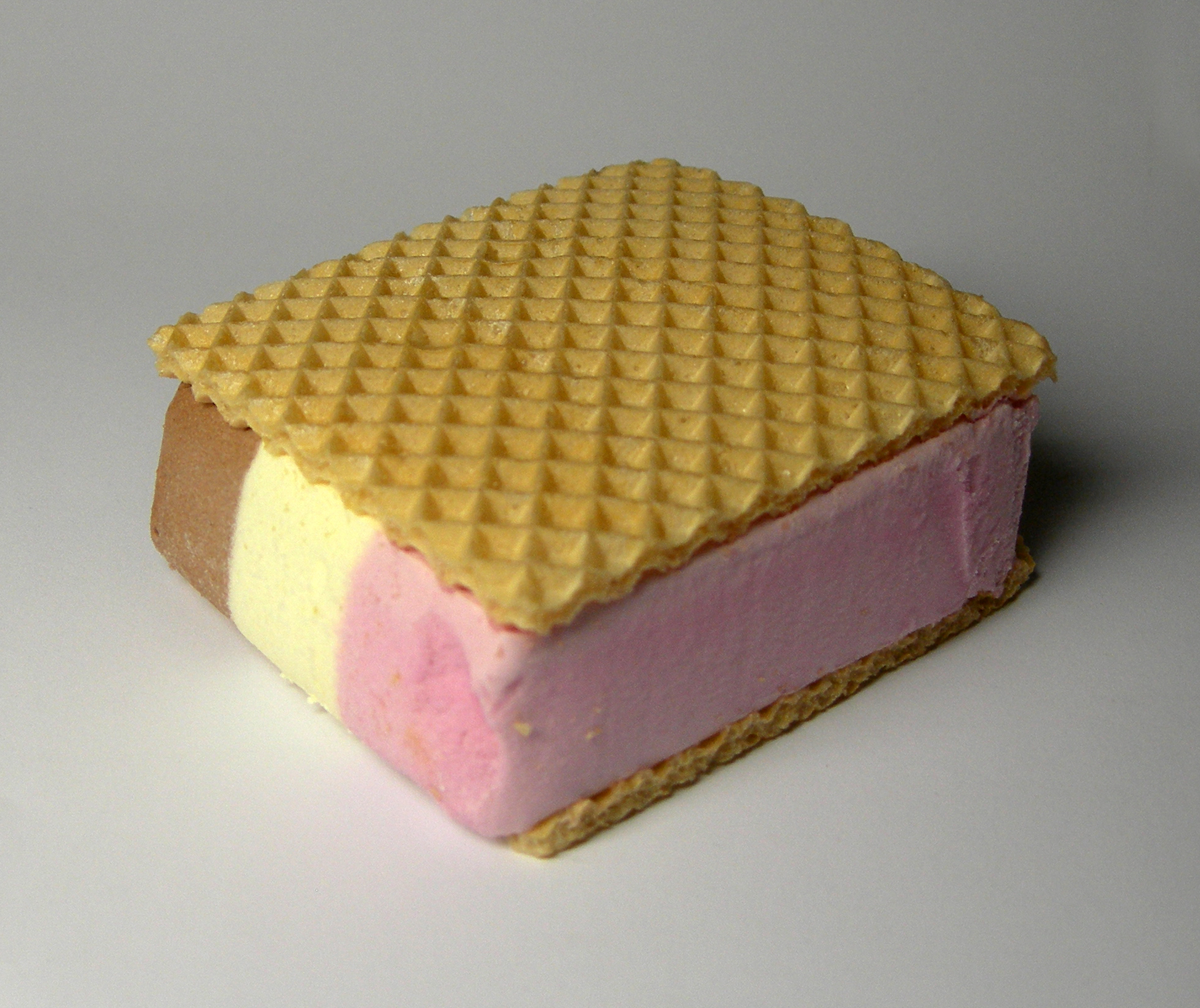
Sándwich de helado napolitano